# Gölbaşı, Adıyaman
Gölbaşı là một huyện thuộc tỉnh Adıyaman, Thổ Nhĩ Kỳ. Huyện có diện tích 821 km² và dân số thời điểm năm 2007 là 47284 người, mật độ 58 người/km².